# Pistoia megye
Pistoia megye Olaszország Toszkána régiójának egyik megyéje. Székhelye Pistoia.

## Fekvése
Pistoia megye Modena, Bolonya városa, Prato, Metropolitan City of Florence, Lucca, Pisa, Firenze és Bologna megyékkel határos.

## Községek(comuni)
- Abetone
- Agliana
- Buggiano
- Chiesina Uzzanese
- Cutigliano
- Lamporecchio
- Larciano
- Marliana
- Massa e Cozzile
- Monsummano Terme
- Montale
- Montecatini Terme
- Pescia
- Pieve a Nievole
- Pistoia
- Piteglio
- Ponte Buggianese
- Quarrata
- Sambuca Pistoiese
- San Marcello Pistoiese
- Serravalle Pistoiese
- Uzzano